# Laliótis
Laliótis (Laliotis) är en ort i Grekland.   Den ligger i prefekturen Nomós Korinthías och regionen Peloponnesos, i den sydöstra delen av landet, 90 km väster om huvudstaden Aten. Laliótis ligger 401 meter över havet och antalet invånare är 372.
Terrängen runt Laliótis är kuperad åt sydväst, men åt nordost är den platt. Havet är nära Laliótis åt nordost. Runt Laliótis är det ganska tätbefolkat, med 96 invånare per kvadratkilometer. Närmaste större samhälle är Kiáto, 6,5 km öster om Laliótis. Trakten runt Laliótis består till största delen av jordbruksmark.